# Ка ди Коста (Болоња)
Ка ди Коста је насеље у Италији у округу Болоња, региону Емилија-Ромања.
Према процени из 2011. у насељу је живело 21 становника. Насеље се налази на надморској висини од 610 м.